# Accomandita Ceirano
La Società Accomandita G. Ceirano e Comp., meglio nota come Accomandita Ceirano, è stata una casa automobilistica, attiva a Torino dal 1898 al 1899.
Nella storia dell'automobile italiana rappresenta il nucleo tecnico e umano dal quale è nata la FIAT.

## Il contesto
Il grande interesse verso le "carrozze senza cavalli", sull'onda del fervore meccanico che si sviluppò principalmente in Francia, si diffuse rapidamente in tutta Europa. In Italia, nell'ultimo decennio del XIX secolo, i primi automobili con motore a scoppio destarono enorme curiosità e meraviglia, inducendo all'emulazione giovani rampolli di famiglie facoltose, così come tecnici e provetti artigiani della meccanica, affascinati dalla sfida di realizzare veicoli tanto complessi e moderni.
A quell'epoca gli appassionati torinesi dei nuovi mezzi di locomozione, noncuranti delle distanze di ceto sociale e nobiliare, si radunavano nel Caffè Burello, ognuno portando le proprie conoscenze, esperienze d'utilizzo o di sperimentazione. Fu in quel clima di entusiasmo modernista che il conte Emanuele Cacherano di Bricherasio, l'avvocato Cesare Goria Gatti, l'ingegnere Aristide Faccioli e il meccanico Giovanni Battista Ceirano si conobbero e decisero di stringere un sodalizio per tentare la costruzione di un automobile, interamente progettato e realizzato in Italia. Non furono gli unici e neppure i primi, ma erano destinati a segnare la nascita della più grande azienda automobilistica italiana.
Ceirano già importava i tricicli De Dion-Bouton, sperimentando sugli stessi originali modifiche e migliorie. Faccioli aveva progettato e brevettato un motore bicilindrico orizzontale di piccola cilindrata. Bricherasio e Gatti possedevano i capitali e le conoscenze necessari portare in porto l'impresa e, all'uopo, riuscirono a coinvolgere altri due amici finanziatori, i banchieri Pietro Fenoglio e Attilio Calligaris.

## La storia
Il 23 ottobre 1898, dopo mesi di incontri e progetti, venne formalmente fondata l'Accomandita Ceirano, mediante una scrittura privata nella quale i soci si proponevano di realizzare due prototipi di automobili da avviare all'industrializzazione: una vetturella a tre posti con motore bicilindrico da 3,5 CV raffreddato ad aria, cambio a due velocità, trasmissione a cinghia e ruote metalliche con pneumatici e un più leggero sulky a due posti con caratteristiche tecniche similari, ma dotato di motore monocilindrico da 1¾ CV.

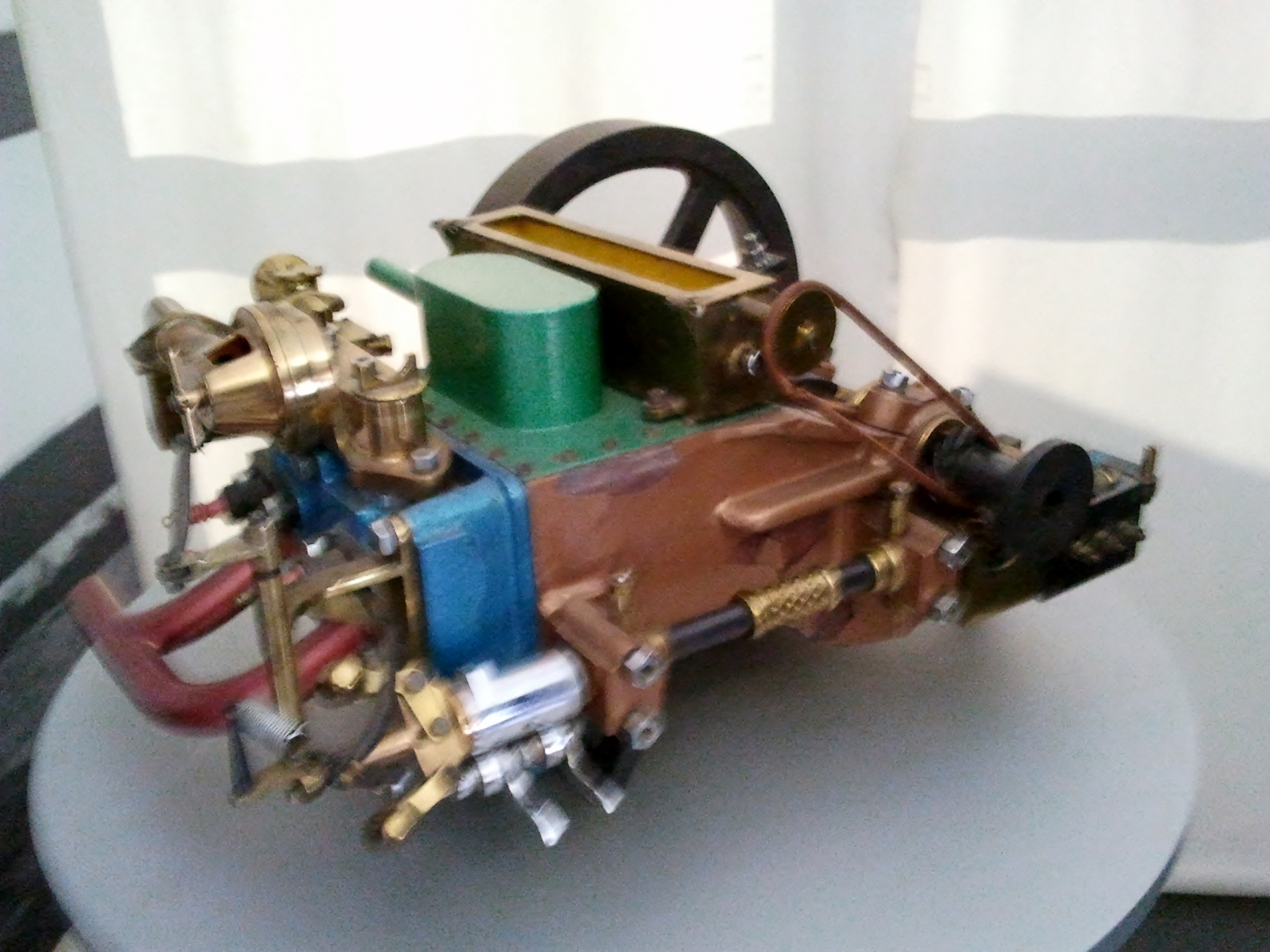
Replica del motore a cilindri orizzontali progettato da Faccioli

In appena sei settimane di lavoro febbrile il primo prototipo fu ultimato ed apparve il 15 dicembre 1898 sul primo numero della rivista L'Automobile, in un articolo che ne decanta le qualità tecniche, unitamente al modesto prezzo d'acquisto di 4.000 lire. Occorre aggiungere, naturalmente, che la positiva recensione era influenzata dal fatto che Bricherasio, Goria Gatti e Faccioli figuravano tra i fondatori della rivista. L'automobile era stato denominato Welleyes 3,5 HP, utilizzando il marchio aziendale dei fratelli Ceirano che si erano conquistata una buona nomea in campo meccanico e in campo sportivo.
L'interessamento verso la nuova vettura fu notevole da parte dell'alta società torinese e questo spinse l'Accomandita Ceirano, nel gennaio 1899, ad abbandonare la realizzazione del sulky e dedicare ogni risorsa all'evoluzione tecnica della vetturella. Altre settimane di progettazione e di restituzione dei disegni in officina bastarono a costruire il secondo prototipo, per il quale Ceirano ottenne la concessione del brevetto il 15 aprile dello stesso anno, con il n.51406. 

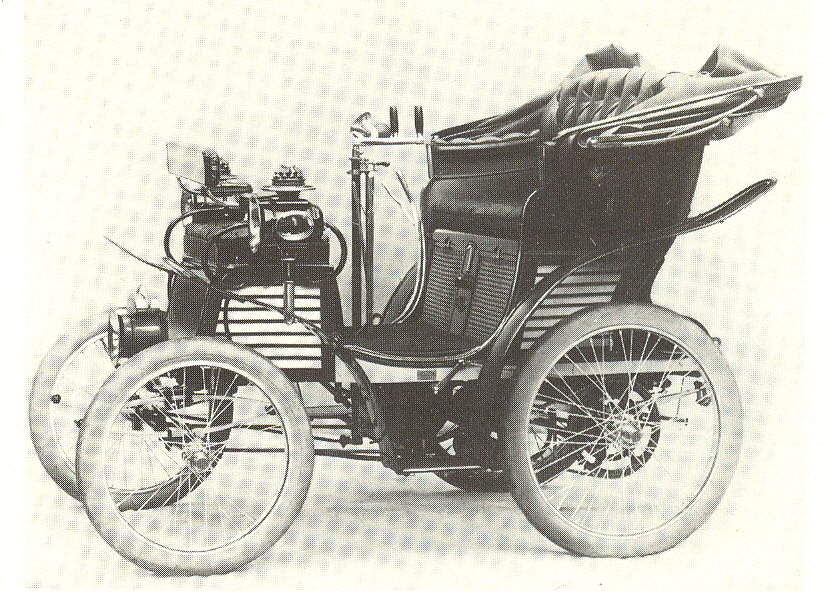
La FIAT-Welleyes 3,5 HP del 1899

Le modifica apportate erano principalmente rivolte al motore che aveva ora i cilindri orizzontali per diminuire l'ingombro in altezza ed era stato dotato del raffreddamento ad acqua con circolazione a sifone. Le novità della "Welleyes 3,5 HP Tipo 2" vengono subito riportate dalla rivista L'Automobile che descrive come "il sistema speciale con cui l'acqua viene raffreddata, senza bisogno di pompa, permette di fare un percorso di 150 km senza aggiungere o cambiare acqua ai dodici litri di provvista iniziale". La "prova su strada" era stata effettuata dal primo acquirente della Welleyes, il marchese Paolo Sommi Picenardi che con la vetturella era partito da Torino ed aveva percorso circa 280 km, "senza alcun serio incidente", per raggiungere la sua villa di campagna a Torre de' Picenardi.
La Welleyes è ora pronta per sfidare le concorrenti francesi e tedesche e, il 30 aprile 1899, fa il suo esordio sportivo alla corsa Torino-Pinerolo-Avigliana-Torino, organizzata dal neonato Automobile Club. Pilotata da Goria Gatti, giunse seconda nella categoria vetturette, completando il percorso in 3 ore e 10 minuti. Per la cronaca, il primo posto assoluto fu conquistato da Ettore Bugatti a bordo di un triciclo Prinetti & Stucchi.
La dimostrata validità del veicolo nei confronti della concorrenza italiana e straniera, induce l'Accomandita Ceirano a più elevati traguardi, diversamente intesi, però, dai soci. Ceirano e Faccioli lavorano alacremente in officina per approntare due nuovi modelli da 4 e 6 Hp, la cui vendita viene annunciata il successivo 15 giugno. Nel frattempo Goria Gatti e Bricherasio intrecciano fitti rapporti al Caffè Burello per formare una cordata di finanziatori che riesca a industrializzare la Welleyes. Raggiungono un accordo, a palazzo Bricherasio, il 1º luglio 1899, cui seguirà l'atto di fondazione della FIAT il giorno 11 dello stesso mese. La FIAT acquistò i brevetti della Accomandita Ceirano e ne assorbì le maestranze, iniziando il suo lungo cammino. Ceirano venne assunto come responsabile vendite, ma dopo pochi mesi preferì dimettersi e fondare la Fratelli Ceirano.